# Direkte Demokratie in Rheinland-Pfalz
Möglichkeiten der Wahrnehmung von Instrumenten der direkten Demokratie in Rheinland-Pfalz bestehen auf Landesebene, der Ebene der Gemeinde und Verbandsgemeinde und des Landkreises.

## Direkte Demokratie auf Landesebene

### Volksinitiative
Nach Art. 108a der Landesverfassung können die Bürger von Rheinland-Pfalz den Landtag verpflichten, sich mit einer bestimmten Angelegenheit zu befassen. Der Antrag der Initiative muss von wenigstens 30.000 Stimmberechtigten unterzeichnet sein. Systematisch betrachtet sind Volksinitiativen ein Vorläufer der Volksbegehren und Volksentscheide: Haben sie einen Gesetzesentwurf zum Gegenstand und der Landtag beschließt innerhalb von drei Monaten nach Zustandekommen der Volksinitiative dieses Gesetz nicht, können die Vertreter der Volksinitiative die Durchführung eines Volksbegehrens verlangen.

### Volksentscheid und Volksbegehren
Volksentscheid und Volksbegehren sind in den Art. 107 - 115 der Landesverfassung (Gesetzgebung) geregelt.
Auf der Landesebene besteht das direktdemokratische Institut des Volksentscheides. Ein Volksentscheid kann darauf gerichtet sein, ein Gesetz zu erlassen, zu ändern oder aufzuheben. Es kann auch zum Gegenstand haben den Landtag aufzulösen. Vorbereitet wird der Volksentscheid durch ein Volksbegehren. Es muss grundsätzlich von 300.000 Stimmberechtigten unterstützt werden, die sich binnen einer Frist von zwei Monaten nach Bekanntgabe der Zulassung des Volksbegehrens eintragen müssen.
Nach Einreichung eines Volksbegehrens können zwei Drittel der Abgeordneten des Landtages verlangen, dass ein bereits beschlossenes Landesgesetz zum Zwecke der Durchführung eines Volksentscheides auszusetzen ist.
Volksbegehren, die sich auf Finanzfragen, Abgabengesetze und Besoldungsordnungen richten sind unzulässig. Es handelt sich dabei um einen so genannten Negativkatalog, sodass im Umkehrschluss alle Angelegenheiten, die nicht darunter fallen, zulässiger Gegenstand eines Volksbegehren sein können.
In Rheinland-Pfalz hat es bisher kein erfolgreiches Volksbegehren oder einen Volksentscheid gegeben. Die fehlende Nutzung dieser Instrumente der direkten Demokratie in Rheinland-Pfalz ist möglicherweise auch darauf zurückzuführen, dass ein sehr hohes Unterschriftenquorum für initiative Volksbegehren verlangt wird. Dazu kommt, dass sich die 300.000 Unterstützer binnen zwei Monaten eingetragen haben müssen, was in der Praxis kaum möglich sein dürfte. Deswegen fordert der Landesverband des Vereins Mehr Demokratie e. V. u. a. eine Absenkung des Quorums auf 100.000 Wahlberechtigte und eine Verlängerung der Eintragungsfrist auf sechs Monate.

## Direkte Demokratie auf Gemeinde- und Landkreisebene

### Einwohnerantrag
Gem. §17 Abs. 1 GemO können Einwohner, die das 14. Lebensjahr vollendet haben, verlangen, dass dem Gemeinderat eine Selbstverwaltungsangelegenheit zur Beratung und Entscheidung vorgelegt wird. Auf Landkreisebene ist dies analog in § 11d LKO geregelt.
Der Einwohnerantrag muss eine Angelegenheit der Gemeinde oder des Landkreises zum Gegenstand haben. Angelegenheiten, die beispielsweise eine andere Gemeinde betreffen, sind nicht zulässig. Das jeweilige Organ, Gemeinderat oder Kreistag, nimmt nach Einreichung des Einwohnerantrages zu dieser Angelegenheit abschließend Stellung. Eine Umsetzung bestimmter Vorhaben durch das jeweilige Organ kann mit dem Einwohnerantrag nicht verlangt werden.

### Bürgerbegehren
Bürgerbegehren und Bürgerentscheid sind für die Ebene der Gemeinden in § 17a GemO für die Ebene der Landkreise in § 11e LKO geregelt.
Das Bürgerbegehren bereitet einen Bürgerentscheid vor. Nach § 17a Abs. 1 S. 1 GemO können Bürger einen Bürgerentscheid über eine Angelegenheit der Gemeinde beantragen. Für Bürgerbegehren auf Landkreisebene gilt § 11e Abs. 1 S. 1 LKO. Im Gegensatz zum Einwohnerantrag, bei dem in dem jeweiligen Organ (Gemeinderat oder Kreistag) nur beraten wird, und die Einwohner keinen Einfluss auf die Entscheidung des Organs haben, wird mit einem Bürgerbegehren die Absicht verfolgt, dass die stimmberechtigten Einwohner mittels Bürgerentscheid selbst über eine Angelegenheit der Gemeinde abstimmen.
Über die Zulässigkeit entscheidet der Gemeinderat. Ein Bürgerbegehren ist nur dann zulässig, wenn nachfolgende Kriterien erfüllt sind:
1. Es handelt sich nicht um eine Angelegenheit, die im Negativkatalog des § 17a Abs. 2 GemO-RLP aufgeführt ist.
2. Es handelt sich um eine Frage, die mit Ja oder Nein zu beantworten ist.
3. Richtet sich das Bürgerbegehren gegen einen Beschluss des Gemeinderates (sog. kassatorisches Bürgerbegehren), so muss es spätestens vier Monate nach der Beschlussfassung eingereicht sein.
4. Es müssen bis zu drei Personen benannt werden, die das Bürgerbegehren rechtlich vertreten.
5. Es muss ein bestimmtes Quorum an auf kommunaler Ebene Wahlberechtigten das Bürgerbegehren unterzeichnet haben. Die Anzahl der notwendigen Unterstützer richtet sich nach der Einwohnerzahl der Gemeinde oder des Landkreises.
6. Die Fragestellung muss eindeutig sein. Insbesondere bei kassatorischen Bürgerbegehren muss der Wähler erkennen können, wie die Gemeinde / der Landkreis bei Aufhebung des Beschlusses verfahren soll. Hierbei sind ggf. entsprechende Alternativen aufzuzeigen.[6]

Der in früheren Versionen der Gemeindeordnung geforderte Kostendeckungsvorschlag, der ebenfalls Zulässigkeitsvoraussetzung war, wurde mittlerweile aufgehoben.
Unterschiede auf Landkreisebene ergeben sich insbesondere bei der Frist kassatorischer Bürgerbegehren (hier drei Monate), dem Negativkatalog und dem notwendigen Unterstützerquorum.
Das Bürgerbegehren selbst wird nach ständiger Rechtsprechung des Oberverwaltungsgerichts Rheinland-Pfalz als besonderes Organ der jeweiligen Gebietskörperschaft (Gemeinde oder Kreis) angesehen. Wird das Bürgerbegehren von dem zuständigen Gemeinderat oder Kreistag abgelehnt, haben die rechtlichen Vertreter des Bürgerbegehrens die Möglichkeit einen Kommunalverfassungsstreit zur Klärung der Zulässigkeit herbeizuführen. Die Kosten dieses Kommunalverfassungsstreites hat die jeweilige Gemeinde oder Landkreis zu tragen.
Nach einem Arbeitspapier der Konrad-Adenauer-Stiftung e. V. aus dem Jahr 2002, führten in Rheinland-Pfalz 48 % der Bürgerbegehren zu einem Bürgerentscheid, bei 11 % übernahm der Rat die Forderungen des Bürgerbegehrens, 41 % scheiterten. Damit liegt nach dieser Erhebung Rheinland-Pfalz ungefähr im Durchschnitt. – Vielfach scheitern Bürgerbegehren auch an der Zulässigkeit. Die umfangreichen Regelungen zur Zulässigkeit sind für juristische Laien teilweise schwer verständlich; die durch Rechtsfortbildung entwickelten weiteren Anforderungen, wie z. B. die oben dargestellte eindeutige Fragestellung, sind den meisten Verantwortlichen von Bürgerbegehren nicht einmal bekannt.

### Bürgerentscheid
Die Durchführung eines Bürgerentscheides richtet sich nach den §§ 67 ff. Kommunalwahlgesetz Rheinland-Pfalz. Der Bürgerentscheid ist unverzüglich, d. h. ohne schuldhaftes Zögern, nach der Entscheidung über die Zulässigkeit des Bürgerbegehrens durchzuführen. Die Festlegung eines Wahltermins erfolgt bei Bürgerbegehren auf Gemeindeebene durch den Gemeinderat, auf Kreisebene durch den Kreistag. Um eine Beeinflussung des Wählers zu vermeiden, bedarf es der Zustimmung der jeweiligen Aufsichtsbehörde, wenn ein Tag bestimmt wird, bei dem bereits eine Wahl festgesetzt ist. Der Bürgerentscheid ist von seinem Charakter her einer Direktwahl ähnlich. Von daher gelten auch die §§ 48 - 52 KWG-RLP (Wahlprüfung) entsprechend für deren Durchführung.
Ein Bürgerentscheid entfällt, wenn der Kreistag oder der Gemeinderat die verlangte Maßnahme in unveränderter Form beschließt oder einen Kompromissvorschlag mit den rechtlichen Vertretern des Bürgerbegehrens erarbeitet.
Ein Bürgerentscheid ist erfolgreich, wenn sich wenigstens 15 Prozent der Stimmberechtigten beteiligt haben und die jeweilige Fragestellung eine Mehrheit der gültigen Stimmen erreicht hat. Ist das notwendige Quorum von 15 Prozent der Stimmberechtigten nicht erreicht, hat der Gemeinderat oder Kreistag über die Angelegenheit selbst zu entscheiden. Ein erfolgreicher Bürgerentscheid steht einem Gemeinderatsbeschluss oder Beschluss des Kreistages gleich. Ein gegenteiliger Beschluss darf frühestens drei Jahre nach dem Bürgerentscheid erfolgen.
Nach einem Bericht des Vereins Mehr Demokratie e. V. hat es in Rheinland-Pfalz von 1956 bis 2017 211 Bürgerbegehren und 123 Bürgerentscheide gegeben.